# Reserva Biológica Tamboré

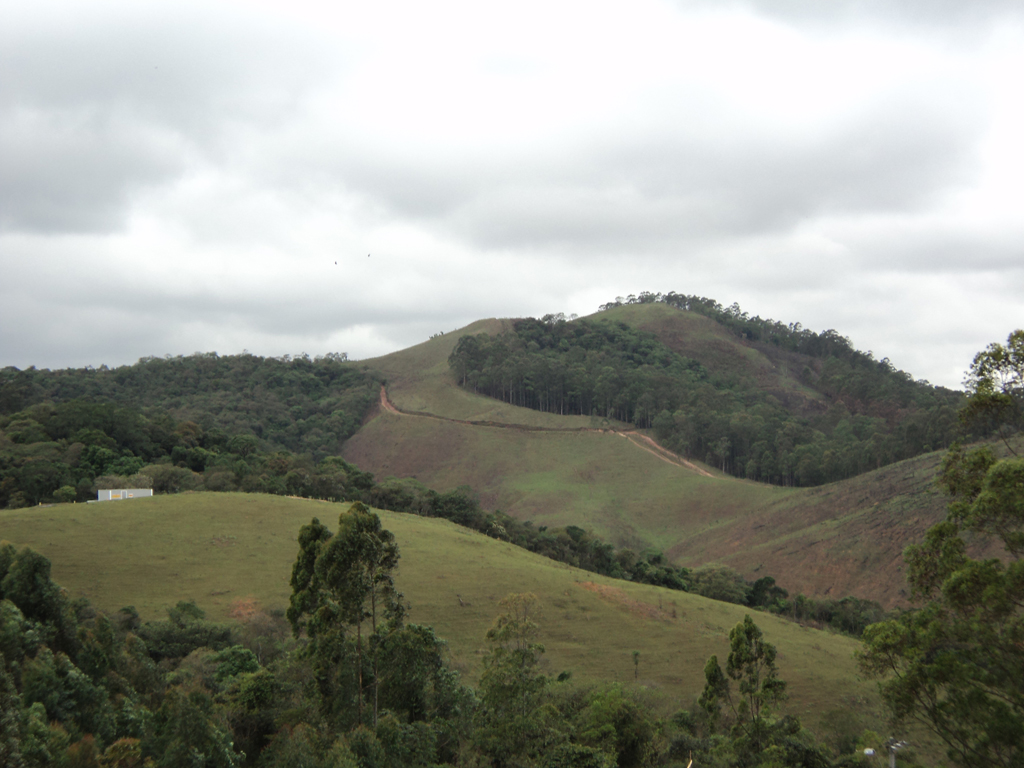
Reserva Biologica do Tamboré

A reserva biológica Tamboré possui mais de 3,5 milhões de m² de mata natural preservada e está localizada na região de Tamboré, no município de Santana de Parnaíba, São Paulo, Brasil. É uma unidade de conservação ambiental instituída pela Lei nº 2689/2005. A reserva biológica não é aberta para o público geral, tendo apenas atividades de educação ambiental e de pesquisa científica.